# كارا سويشر
كارا آن سويشر من مواليد 11 ديسمبر 1962) صحفية أمريكية. كانت تغطي الأعمال التجارية عبر الإنترنت منذ عام 1994. اعتبارًا من عام 2023، كانت سويشر محررًة مساهمة في مجلة نيويورك ، والمضيف المشارك للبودكاست بيفوت. 

## الجوائز
- جائزة جيرالد لوب لعام 2011 للتدوين عن "مكالمات التدوين المباشر لأرباح Yahoo في عام 2010 (إنها مضحكة! )" [5]
- 2020 شركة فاست كوير 50 [6]
- 2021 شركة فاست كوير 50 [7]
- عضو منتخب في الأكاديمية الأمريكية للفنون والعلوم لعام 2021 [8]